# Evergreen (album)
Evergreen je druhé studiové album amerického smyčcového kvarteta Attacca Quartet, na kterém soubor hraje výhradně díla skladatelky a zpěvačky Caroline Shaw. Album bylo nahráno ve dnech 12.–15. srpna 2020 v Merkin Hall v Kaufman Music Center v New Yorku. Míchání, střih a finální úprava nahrávky byla provedena ve studiu Azica Records v Clevelandu, Ohio. Nahrávání i následné úpravy řídil Allan Bise. Album vyšlo 23. září 2022 ve vydavatelství Nonesuch Records. Obsahuje tři skladby pro smyčcový kvartet a tři písně pro ženský hlas s doprovodem smyčcového kvartetu.

## Hudebníci
- Caroline Shaw – zpěv (skladby 4, 6, 11)

Attacca Quartet
- Amy Schroeder – housle
- Keiko Tokunaga – housle
- Nathan Schram – viola
- Andrew Yee – violoncello

## Seznam skladeb
| Pořadí | Název                              | Hudba         | Text          | Délka |
| ------ | ---------------------------------- | ------------- | ------------- | ----- |
| 1.     | Three Essays: First Essay - Nimrod | Caroline Shaw |               | 08:30 |
| 2.     | Three Essays: Second Essay - Echo  | Caroline Shaw |               | 06:19 |
| 3.     | Three Essays: Third Essay - Ruby   | Caroline Shaw |               | 05:14 |
| 4.     | And So                             | Caroline Shaw | Caroline Shaw | 05:06 |
| 5.     | Blueprint                          | Caroline Shaw |               | 07:21 |
| 6.     | Other Song                         | Caroline Shaw | Caroline Shaw | 03:42 |
| 7.     | The Evergreen: Moss                | Caroline Shaw |               | 05:04 |
| 8.     | The Evergreen: Stem                | Caroline Shaw |               | 03:10 |
| 9.     | The Evergreen: Water               | Caroline Shaw |               | 05:01 |
| 10.    | The Evergreen: Root                | Caroline Shaw |               | 08:00 |
| 11.    | Cant voi l’aube                    | Caroline Shaw | Gace Brulé    | 04:16 |